# زمن ليابونوف
في الرياضيات، يعتبر زمن ليابونوف هو النطاق الزمني المميز الذي يكون فيه النظام الديناميكي فوضويًا. سميت على اسم عالم الرياضيات الروسي ألكسندر ليابونوف. يعرف على أنه معكوس أكبر أس ليابونوف في النظام.

## الاستخدام
يعكس زمن ليابونوف حدود إمكانية التنبؤ بالنظام. حسب الاصطلاح، يعرف على أنه وقت زيادة المسافة بين المسارات القريبة للنظام بمعامل e. ومع ذلك، يتم أحيانًا العثور على مقاييس من حيث 2 أضعاف و10 أضعاف، لأنها تتوافق مع فقدان بت واحد من المعلومات أو رقم واحد من الدقة على التوالي.
بينما يتم استخدامه في العديد من تطبيقات نظرية الأنظمة الديناميكية، فقد تم استخدامه بشكل خاص في الميكانيكا السماوية حيث يكون مهمًا لمشكلة استقرار النظام الشمسي. ومع ذلك، غالبًا ما يرتبط التقدير التجريبي لزمن ليابونوف بشكوك حسابية أو متأصلة.

## أمثلة
القيم النموذجية هي:
| النظام                                                        | زمن ليابونوف    |
| ------------------------------------------------------------- | --------------- |
| النظام الشمسي                                                 | 5 ملايين سنة    |
| مدار بلوتو                                                    | 20 مليون سنة    |
| الميل المحوري للمريخ                                          | 1–5 مليون سنة   |
| مدار 36 أتالانتي                                              | 4,000 سنة       |
| دوران هايبريون                                                | 36 يوم          |
| التذبذبات الكيميائية الفوضوية                                 | 5.4 دقائق       |
| التذبذبات الفوضوية الهيدروديناميكية                           | 2 ثانية         |
| 1 سم3 من الآرغون في درجة حرارة الغرفة                         | 3.7×10−11 ثانية |
| 1 سم3 من الآرغون في النقطة الثلاثية (84 كلفن، 69 كيلو باسكال) | 3.7×10−16 ثانية |